# 스페이스 오디세이
스페이스 오디세이(Space Odyssey)는 과학 소설 4편과 픽션 영화 2편의 연속물 로서. 1968년부터 1997년 사이에 대체로 영국 소설가 아서 클라크 경 (Sir Arthur C. Clarke; 1917 ~ 2008)이 출판 또는 발표했다.

## 앞서 발표된 작품들
- 단편 소설 센티넬(The Sentinel) — 1948년 집필. 1951년에 "Sentinel in Eternity"로 초간.
- 단편 소설 Encounter in the Dawn — 1953년 초간 (그 뒤엔 "Encounter at Dawn" 또는 "Expedition to Earth" 로 개명).

## 본격적으로 발표된 작품들
- 소설 2001: 스페이스 오디세이 (2001: A Space Odyssey) — 1968년 제작 및 발표.
- 영화 2001: 스페이스 오디세이 (2001: A Space Odyssey) — 1968년 제작 및 발표 (소설과 동시에).
- 소설 2010: 오디세이 제2편 — 1982년.
- 영화 2010: 오디세이 제2편 — 각본을 쓴 피터 하이암스 (Peter Hyams)가 1984년에 "2010년"이라는 제목 (또 다른 제목은 "20
10: The>Year We Make Contact")으로 영화화.
- 소설 2061: 오디세이 제3편 — 1987년.
- 소설 3001: The Final Odyssey — 1997년.